# Butter Cross von Bungay

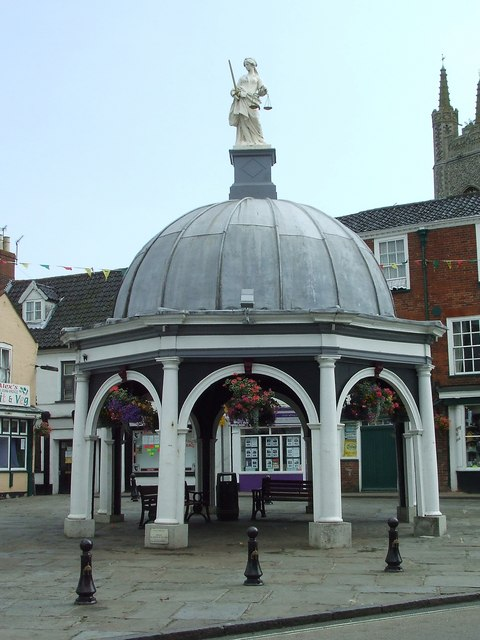
Butter Cross (2008)

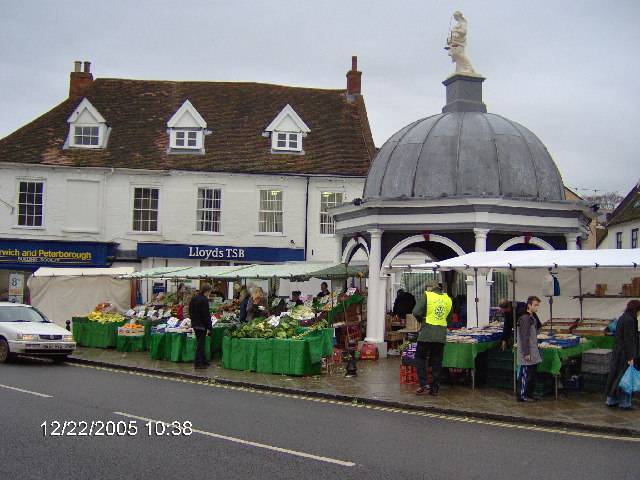
Wochenmarkt im Dezember 2005

Das Butter Cross von Bungay ist ein Marktkreuz in Bungay, einer Kleinstadt in der englischen Grafschaft Suffolk.

## Geschichte
Bungay besaß seit 1382 das Recht, an jedem Donnerstag einen Wochenmarkt abhalten zu dürfen. Im März 1688 fielen große Teile der Stadt einem Brand zum Opfer, darunter auch die beiden Marktkreuze. Um den Handel möglichst schnell wieder in Schwung zu bringen, stand deren Wiedererrichtung an vorderster Stelle. Das achteckige Butter Cross auf dem Marktplatz wurde 1689 in Form einer kleinen, nach allen Seiten offenen Halle fertiggestellt. Der Name bezieht sich darauf, dass dort Händler, geschützt durch das Dach, Butter, Eier und Käse zum Verkauf anboten.
1754 wurde auf seiner Spitze eine Statue der Justitia errichtet, die vermutlich aus der Werkstatt des Londoner Metallbildhauers Henry Cheere stammt. Sie steht sowohl für einen fairen Handel als auch für die Tatsache, dass das Butter Cross Zwecken der Justiz diente. Hier warteten der Begehung von Straftaten verdächtigte Personen auf ihren Prozess, dafür bestanden in seinem Inneren ein Käfig sowie unterhalb des Bauwerks ein kleines Verlies. Im Butter Cross wurden zudem, im Falle einer entsprechenden Verurteilung, ein Pranger aufgestellt oder Auspeitschungen durchgeführt. Der Käfig wurde 1836 entfernt.
1871 erwarben der Town Reeve und seine Feoffees (als Gremium ein Vorläufer des heutigen Stadtrates) vom Duke of Norfolk zum Preis von 40 Pfund die mit der Ausübung des Marktrechtes verbundenen Rechte und Pflichten. Heute eine gemeinnützige Organisation, sind sie sowohl für den nach wie vor bestehenden Wochenmarkt als auch für den Unterhalt des Butter Cross zuständig.

## Beschreibung
Das Butter Cross besteht aus acht durch halbrunde Bögen verbundenen Säulen, die ein kuppelförmiges Dach tragen. Dessen Bedeckung besteht ebenso aus Blei wie die Statue der Justitia, die durch ein hölzernes Podest gestützt wird. Auch die Säulen standen auf hölzernen Sockeln, die aber bei einer späteren Renovierung durch steinerne ersetzt wurden. Das Bauwerk besaß ursprünglich einen erhöhten, durch Stufen zugänglichen Bereich. Diese Konstruktion wurde 1867 entfernt. An einer der Säulen finden sich noch die eisernen Fesseln, mit denen Straftäter angekettet wurden.
Das Butter Cross wird von Historic England sowohl als Listed Building der Stufe I als auch als Scheduled Monument eingestuft und steht somit unter Denkmalschutz.

## Corn Cross

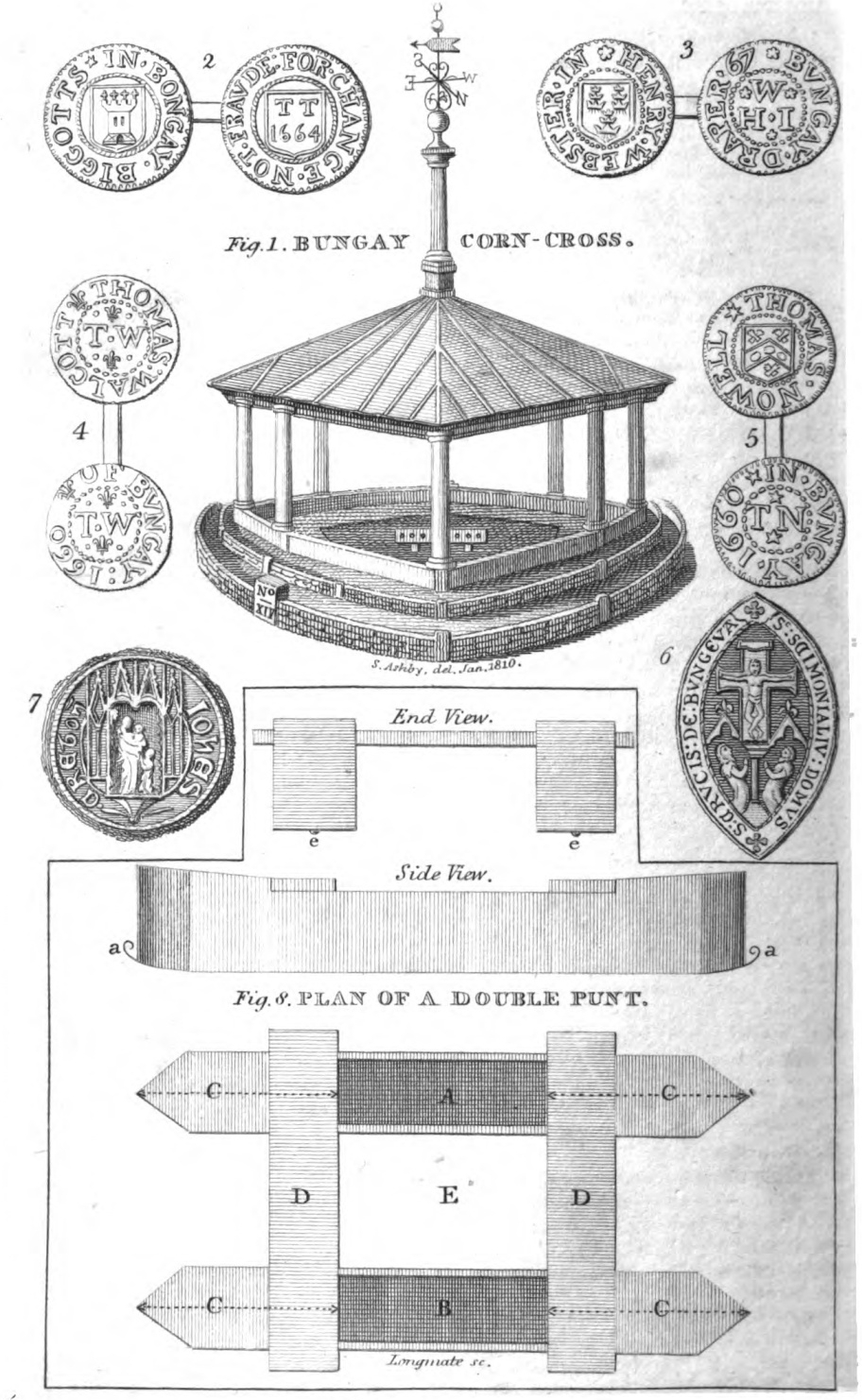
Das Corn Cross (1810)

Das andere der beiden Marktkreuze, das Corn Cross, hatte ebenfalls ein Dach, unter dem Getreide verkauft wurde. Nachdem es nicht mehr als solches genutzt wurde, wurde Ende 1809 überlegt, es baldmöglichst zu entfernen, was dann 1810 auch geschah. An seiner Stelle wurde später eine bis 1933 bestehende Wasserpumpe errichtet. Heute befindet sich dort eine Straßenlaterne mit einer Wetterfahne, die an das Auftauchen des schwarzen Hundes von Bungay erinnert.